# Schweizerische Vorentscheidung zum Eurovision Song Contest 2012
Die Schweizer Vorentscheidung zum Eurovision Song Contest 2012 fand unter dem Titel Die grosse Entscheidungsshow am 10. Dezember 2011 statt. Sieger war die Band Sinplus aus dem Kanton Tessin mit dem Lied Unbreakable.

## Format

### Konzept
Bereits einen Tag nach dem Eurovision Song Contest 2011, bei dem die Schweiz mit Anna Rossinelli den letzten Platz im Finale erreichte, wurde bekanntgegeben, dass auch für 2012 ein ähnliches Vorentscheidungsprinzip angewandt wird. Das Finale, das wie im Vorjahr in der Bodensee-Arena in Kreuzlingen stattfinden wird, umfasst 14 Lieder. Sechs davon stammen aus einer Internetabstimmung, zwei werden vom italienischsprachigen Sender RSI nominiert, je drei kommen vom französischsprachigen Sender TSR und vom deutschsprachigen Radio DRS 3. Anders als üblich, werden die Lieder in zweiminütigen Fassungen präsentiert, obwohl sie dennoch in dreiminütigen Fassungen eingesandt werden müssen. Zudem dürfen die Beiträge nicht vor dem 1. September 2011 veröffentlicht werden.

## Vorrunden

### Internetauswahl
Zwischen dem 1. und dem 30. September 2011 konnten Interpreten ihre Beiträge auf der Internetseite eurovisionplattform.sf.tv hochladen. Nationalität der Sänger und Sprache der Lieder waren freigestellt, sodass neben schweizerischen Sängern auch Interpreten unter anderem aus Belgien, Dänemark, Südafrika und den Vereinigten Staaten teilnahmen. Insgesamt 221 Lieder wurden eingereicht. Die Abstimmung lief vom 16. bis zum 30. Oktober, die Finalisten wurden am 11. November bekanntgegeben.
Unter den Teilnehmern fanden sich Lys Assia, die Gewinnerin des ersten Eurovision Song Contests, der Däne Peter Andresen, der sein Land beim Eurovision Song Contest 2007 vertrat, die US-amerikanische Dance-Sängerin Ultra Naté, die Gewinnerin der dritten MusicStar-Staffel Fabienne Louves im Duett mit Patric Scott, die Deutschland-sucht-den-Superstar-Teilnehmerin Zazou Mall, der Gewinner des südafrikanischen Pendants, Heinz Winckler, sowie die britischen The-X-Factor-Teilnehmer Same Difference und Maria Lawson.
Für die Abstimmung war eine Registrierung auf der Internetseite nötig, jeder Internetbenutzer konnte vier Stimmen auf alle Lieder verteilen. Dazu kam die Abstimmung einer Jury im Verhältnis 50 %/50 %. Am 10. November wurde Lys Assia mit dem Lied C’était ma vie, das von Ralph Siegel geschrieben wurde, als erste Qualifikantin auf Twitter bestätigt, am Folgetag folgten die restlichen fünf Lieder.
| Interpret     | Lied                |
| ------------- | ------------------- |
| Emel          | She                 |
| I Quattro     | Fragile             |
| Ivo           | Peace and Freedom   |
| Lys Assia     | C’était ma vie      |
| Macy          | Shining             |
| Raphael Jeger | The Song in My Head |

### Auswahl von DRS 3
Die Musikredaktion von DRS 3 wählte unter den Einsendungen im Internet drei Beiträge aus. Die Nominierten wurden am 13. Oktober veröffentlicht; es handelt sich um Sara McLoud mit Lost, Guillermo Sorya mit Baby, Baby, Baby und Patric Scott feat. Fabienne Louves mit Real Love. Der Beitrag von Sara McLoud musste jedoch nachträglich disqualifiziert werden, da er bereits 2009 als Akustikversion veröffentlicht wurde. Die Gruppe Atomic Angels rückte mit dem Lied Black Symphony nach.
| Interpret                          | Lied           |
| ---------------------------------- | -------------- |
| Atomic Angels                      | Black Symphony |
| Guillermo Sorya                    | Baby Baby Baby |
| Patric Scott feat. Fabienne Louves | Real Love      |
| Sara McLoud                        | Lost           |

### Auswahl von RTS
In einer Internetabstimmung wurden aus den 27 eingereichten Titeln zehn ausgewählt. Diese wurden vom 20. bis zum 30. Oktober 2011 auf den Radio- und Fernsehsendern von RTS gespielt und per Internet- und Jurywertung wurden am 3. November die drei Finalisten ausgewählt. Die Finalisten sind grün gekennzeichnet.
| Interpret                    | Lied                                 |
| ---------------------------- | ------------------------------------ |
| ADN 2.0                      | Dark Light                           |
| Katherine St-Laurent         | Wrong to Let You Go                  |
| Marie-Élaine & Étienne       | Demande-moi                          |
| Romanz                       | For You (I’ll Build Rome in One Day) |
| Sinplus                      | Unbreakable                          |
| Sosofluo                     | Quand je ferme les yeux              |
| The Kompozit                 | Le faim du monde                     |
| Valentine de Rham            | It Doesn’t Have to Rain Today        |
| Vartoch et les Aliens        | Boum sur Saturne                     |
| Ze Flying Zézettes Orchestra | L’autre                              |

### Auswahl von RSI
In der italienischsprachigen Schweiz fand eine Vorrunde namens Eurosong am 8. November in Agno statt. Es nahmen sieben Lieder teil, fünf von ihnen wurden direkt aus den insgesamt 22 Einreichungen von einer Jury ausgewählt. Die restlichen 17 Lieder stellten sich einer Internetabstimmung, aus dieser qualifizierten sich zwei Lieder für den Eurosong. Die Jurywildcards waren Gianluca Solci mit Giro intorno, Rossella mit Here I Am, Scilla mit Masquerade, Sinplus mit Unbreakable und Vittoria Hyde mit It’s Your Love.
| Startnr. | Interpret      | Lied            |
| -------- | -------------- | --------------- |
| 1        | Gianluca Solci | Giro intorno    |
| 2        | Rossella       | Here I Am       |
| 3        | Scilla         | Masquerade      |
| 4        | Sinplus        | Unbreakable     |
| 5        | Vittoria Hyde  | It’s Your Love  |
| 6        | Chiara Dubey   | Anima nuova     |
| 7        | Laetitia       | The Big Picture |

## Finale
Die grosse Entscheidungsshow fand am 10. Dezember 2011 in der Bodensee-Arena in Kreuzlingen statt und wurde wie bereits im Vorjahr vom Sven Epiney moderiert. Eine dreiköpfige Jury, bestehend aus dem Moderator Nik Hartmann, dem Musiker und Schauspieler Carlos Leal und dem Sänger Stämpf, kommentierte die vierzehn Darbietungen, hatte aber keinen Einfluss aufs Ergebnis; der Sieger wurde allein durch eine Telefonabstimmung gekürt.
Im Vorfeld des Finales erhielt vor allem Lys Assia grosse Aufmerksamkeit in den Medien. Hätte sie gewonnen, wäre sie mit 88 Jahren beim Eurovision Song Contest 2012 die mit Abstand älteste Sängerin gewesen, die jemals am Wettbewerb teilnahm. Ausserdem hätte sie den Rekord für die zwei am meisten auseinanderliegenden Teilnahmen am Wettbewerb innegehabt, mit 54 Jahren seit ihrer letzten im Jahr 1958. Für Komponist Ralph Siegel wäre es zudem die 20. Teilnahme am Wettbewerb gewesen. 
Schliesslich gewann jedoch die Band Sinplus mit Unbreakable. Unter den besten drei befanden sich außerdem Chiara Dubey und Ivo. Die genauen Platzierungen wurden nach der Sendung bekannt gegeben.
| Platz | Startnr. | Interpret                          | Lied                    | Zuschauerstimmen (in Prozent) |
| ----- | -------- | ---------------------------------- | ----------------------- | ----------------------------- |
| 01.   | 12       | Sinplus                            | Unbreakable             | 17,87 %                       |
| 02.   | 08       | Ivo                                | Peace and Freedom       | 16,02 %                       |
| 03.   | 03       | Chiara Dubey                       | Anima nuova             | 13,28 %                       |
| 04.   | 11       | I Quattro                          | Fragile                 | 10,56 %                       |
| 05.   | 14       | Katherine St-Laurent               | Wrong to Let You Go     | 09,91 %                       |
| 06.   | 01       | Patric Scott feat. Fabienne Louves | Real Love               | 09,81 %                       |
| 07.   | 10       | Raphael Jeger                      | The Song in My Head     | 05,96 %                       |
| 08.   | 13       | Lys Assia                          | C’était ma vie          | 05,46 %                       |
| 09.   | 05       | Macy                               | Shining                 | 03,49 %                       |
| 10.   | 07       | Atomic Angels                      | Black Symphony          | 02,36 %                       |
| 11.   | 02       | Emel                               | She                     | 01,30 %                       |
| 12.   | 04       | Guillermo Sorya                    | Baby Baby Baby          | 01,19 %                       |
| 13.   | 09       | Ze Flying Zézettes Orchestra       | L’autre                 | 01,17 %                       |
| 14.   | 06       | Sosofluo                           | Quand je ferme les yeux | 01,08 %                       |

## Eurovision Song Contest
Da die Schweiz kein Teil der Grossen Fünf (denjenigen Ländern der Eurovision, die die meisten Gelder zum Wettbewerb beisteuern – Deutschland, Frankreich, Italien, Spanien und das Vereinigte Königreich) ist, nahm das Land am ersten Halbfinale am 22. Mai teil. Dieses fand in der aserbaidschanischen Hauptstadt Baku statt, da die Vorjahressieger Ell und Nikki aus diesem Land kamen. Letztlich verpasste Sinplus den Finaleinzug, sie belegten den 11. Platz.